# Céramique en al-Andalus

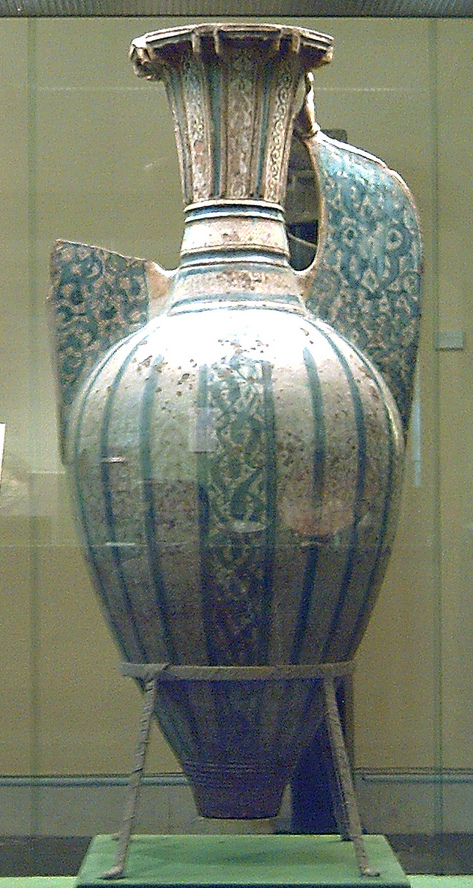
Jarre de l'Alhambra.

L'expression céramique en al-Andalus ou céramique andalousienne désigne les pièces céramiques fabriquée en al-Andalus entre les VIIe et XVe siècles. Elle regroupe des objets d'une grande diversité, depuis des productions utilitaires non glaçurées jusqu'aux très grands vases de l'Alhambra, à décor de lustre métallique rehaussé de bleu de cobalt. Certaines techniques pratiquées en al-Andalus ont connu une postérité dans l'Espagne et l'Europe chrétiennes, notamment dans les œuvres dites hispano-mauresques.

## Chronologie
La conquête islamique de la péninsule Ibérique a permis la rencontre de techniques céramiques d'origines variées, certaines occidentales (phéniciennes, romaines, byzantines et berbères) et d'autres plus orientales (irakiennes, iraniennes, voire chinoises).

### Période omeyyade

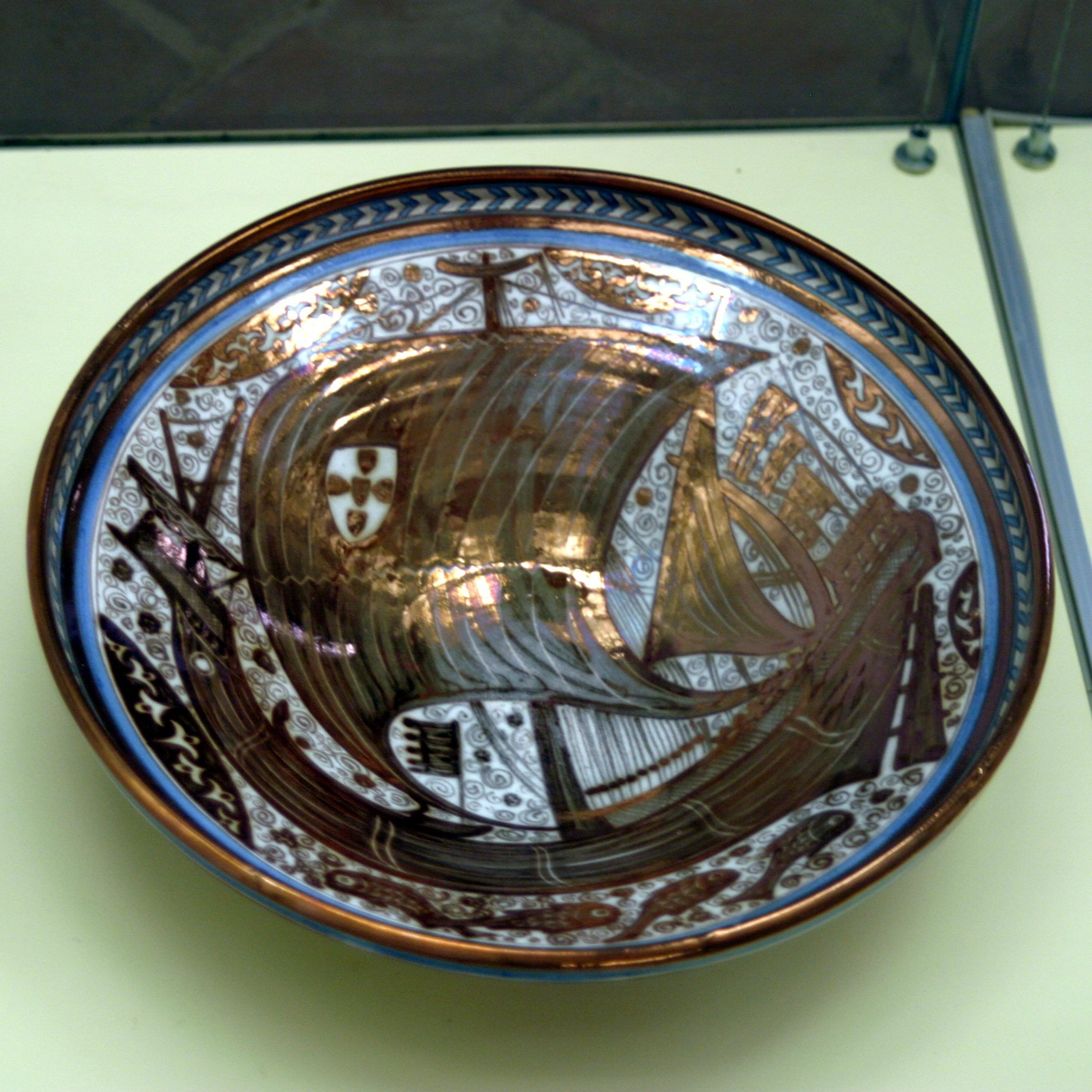
Coupelle de l'alcazaba de Malaga.

La période paléodandalouse, dite aussi émirienne, est comprise entre le VIIIe siècle et la fin du IXe, pendant l'émirat de Cordoue (756-929). Elle est marquée par un maintien des traditions byzantines et berbères, avec des productions uniquement non glaçurées et utilitaires. Dans cette période de transition, les évolutions ne sont pourtant pas absentes, même si elles restent difficiles à saisir précisément dans le temps ; des différences régionales apparaissent et s'accentuent, reflétant le morcellement du pouvoir. Ainsi, dans les marmites destinées à la cuisine, la zone sud-est de la péninsule  continue d'utiliser des profils droits, présents dans la péninsule dès avant les Wisigoths et jusqu'à la Reconquista, tandis que la région plus occidentale présente des formes en "S", elles aussi issues de l'Antiquité tardive. Si une production domestique perdure, des ateliers urbains voient le jour, qui travaillent au tour lent ou rapide et produisent des œuvres de meilleure qualité et plus standardisées que les poteries montées à la main ; une certaine professionnalisation semble donc avoir cours dans les grands centres comme Cordoue ou Mérida. Les pâtes restent cependant grossières, avec de nombreuses inclusions de dégraissants, car la plupart des objets sont destinés au feu ; mais les bouteilles et autres vases à liquides présentent une pâte plus claire et plus fine. On voit apparaître dans ces formes, à de rares occurrences, des fonds concaves et non pas plats. La typologie générale reste cependant limitée, avec peu de formes ouvertes comme les plats ; la céramique est avant tout culinaire. L'une des principales différences avec la céramique wisigothique est la réapparition de décors peints, qui s'ajoutent à des motifs géométriques gravés ou imprimés ; le noircissement décoratif des céramiques wisigothiques tend quant à lui à disparaître, notamment dans les régions orientales de la péninsule.
La période du califat omeyyade d'Espagne voit l'apparition des glaçures, probablement importées par des céramistes orientaux via la ville de Pechina au milieu du IXe siècle. Si les premières productions sont monochromes (vertes pour la plupart, puis miel et brunes) et bichromes (vert et violet, vert et brun), des décors plus complexes voient ensuite le jour : coulures vertes et jaunes inspirées des Sancai des céramiques chinoises de la période T'ang, puis, dans le premier tiers du Xe siècle, décors dits « verts et bruns » des céramiques de Madinat al-Zahra. Ceux-ci, appliqués sur des productions de luxe, restent relativement sobres, et sont souvent liés à la notion de pouvoir, avec l'utilisation notamment du terme « al-Mulk ». La complexification progressive des décors permet de suivre une évolution temporelle.
L'unification politique du califat permet rapidement la diffusion de ce type de décor dans l'ensemble du territoire d'al-Andalus, notamment dans la ville d'Elvira, ancêtre de Grenade ; les œuvres qui y sont réalisées se différencient de celles de Madinat al-Zahra par un décor moins austère, qui combine motifs géométriques, floraux et végétaux. Dans la seconde moitié du Xe siècle apparaît également la technique de la cuerda seca (« corde sèche ») , où les glaçures sont séparées par un trait de manganèse appliqué avec une cordelette, ce qui évite leur mélange ; à cette époque, l'ensemble de la pièce n'est pas revêtu de glaçure : on parle alors de cuerda seca partielle.

### Période des Taïfas
La « fitna d'al-Andalus » et la période des Royaumes des Taifas qui s'ensuit (XIe siècle), marquent l'accentuation des styles régionaux et de l'hétérogénéité des productions, qui font ainsi écho aux divisions politiques. Des centres comme Tolède, Saragosse, Majorque, Valence, Badajoz ou encore Murcie se distinguent. Techniquement, peu d'innovations apparaissent, bien qu'il soit légitime de se demander si, déjà à cette période, des objets en lustre métallique ont pu être fabriqués sur place - les sources et les objets manquent pour être affirmatif. Les verts et bruns demeurent une production vivace, dont les ornements gagnent en complexité, tandis que la technique de la cuerda seca s'affirme dans toute la péninsule. Pour Guillermo Rosselló Bardoy toutefois, la cuerda seca que d'autres attribuent au Xe siècle partielle ne serait pas une étape préliminaire, mais le résultat d'un déclin de la technique tout au long du XIe siècle.

### Almoravides et Almohades
La domination des deux dynasties berbères, Almoravides et Almohades, au XIIe siècle, est mal connue. Le moment almoravide se signale tout d'abord par le retour à une certaine austérité dans l'art céramique, souvent rapportée aux conceptions religieuses alors dominantes. Les motifs décoratifs laissent place à des surfaces monochromes, glaçurées de vert ou, occasionnellement de miel. Seule la survivance de la cuerda seca partielle voit se maintenir une production à motifs, de plus en plus stylisés. La période se signale par un très grand nombre de formes, qui se reflètent dans l'accroissement, dans les sources, du nombre de termes désignant des ustensiles de cuisine. Dans le centre de Denia, qui semble le plus vivace, une technique pré-califale connaît un renouveau : l'estampage de motifs géométriques ou floraux dans la pâte avant la pose d'une glaçure monochrome (estampillado).
Sous les Almohades, cette tendance à l'austérité est remplacée par une prolifération de motifs décoratifs : éléments géométriques, végétaux et floraux côtoient de grandes inscriptions en calligraphie kufique ou cursive. Des représentations figurées existent dans certains ateliers, comme à Valence et Murcie, utilisant parfois la représentation humaine. Deux techniques sont alors à l'honneur : le sgraffito et l'estampillado. Ceux-ci supplantent définitivement la cuerda seca. Le décor vert sur blanc, déjà utilisé aux périodes califales et des taïfas, connaît un renouveau, tandis que des décors peints au manganèse sont employés dans des céramiques plus usuelles, comme celles retrouvées dans une cache à Murcie. Mais la principale innovation est l'usage combiné du lustre et du sgraffito, visible sur des pièces provenant de Pise, de Murcie et de Majorque. Si à Murcie, un plat lustré et esgraffié à décor végétal a été daté de la première moitié du XIIe siècle, soit avant que la ville ne tombe aux mains des Almohades, cette technique se développe dans le cours de la seconde moitié du XIIe siècle, avant la conquête chrétienne de Murcie en 1243. Outre cette ville, Málaga, Almería et Mértola en auraient été les principaux centres de production.

### Période nasride
À partir de la seconde moitié du XIIIe siècle apparaît la céramique nasride. Les fouilles du Castillejo de los Guájares à Grenade mettent en évidence que cette production se situe tout d'abord dans la lignée des céramiques almohades. Cependant, dès cette époque apparaît la conjonction du lustre métallique et du bleu cobalt qui font la marque de la dynastie. De celle-ci sont avant tout connues des pièces d'exception, à l'instar des célèbres « Vases de l'Alhambra » ; mais les productions domestiques sont moins bien étudiées et documentées. Málaga tient alors la première place en tant que port d'exportation ; elle est aussi l'un des principaux centres de production, avec Almería et Grenade.
Les céramiques lustrées nasrides font rapidement l'objet d'imitation dans les royaumes chrétiens, en particulier à Valence, où travaillent peut-être des potiers musulmans. Peu à peu, le centre prend une certaine autonomie, menant à la naissance de la céramique hispano-mauresque.

## Sources
Si l'essentiel des informations sur la céramique d'al-Andalus provient de fouilles archéologiques, quelques éléments textuels sont également utilisés.
1. Les sources d'époque permettent d'établir une classification de la terminologie sans recourir aux termes génériques contemporains. Deux sources notariales, du XIe siècle, du potier valencien Al Buntî, et du tolédan Ibn Muguith sont à la base de la terminologie moderne[12],[13],[14]
2. Dans son manuscrit de 1154, le géographe al-Idrisi affirme qu'à Calatayud (en arabe Qalat Ayyub, ville d'Aragon) est fabriquée de la « poterie dorée qu'on exporte au loin »[15],[16]. Cette mention a été rapprochée d'un bol découvert à Tudela, en Castille, qui ne présente aucun parallèle stylistique évident ; il pourrait être l'un des représentants de cette fabrication de lustre métallique à Calatayud, mais les sources ne sont pas suffisantes pour l'affirmer[7].
3. Ibn Said al-Magribi (1213-1286) note en 1240 qu'« on fabrique à Murcie, Málaga et Almería un verre de qualité et une céramique à glaçure dorée » [17].
4. En 1517, un texte de L. Marineo Siculo signale qu'on fabrique encore à Teruel « des céramiques encore plus belles que dans les autres [villes] »[18].

## Techniques et groupes décoratifs

### Corde sèche
La corde sèche est une technique connue depuis l'époque omeyyade et complètement développée durant le califat omeyyade de Cordoue (Xe siècle). La séparation des couleurs entre les motifs décoratifs est réalisée par des lignes faites d'un mélange d'huile de lin et de gros matériaux qui évite que les matériaux se mélangent durant l'application de l'oxyde. Des exemples de décoration utilisant la corde sèche peuvent être vus sur la Zawiyya de Sidi Qasim Jelizi, à Tunis.

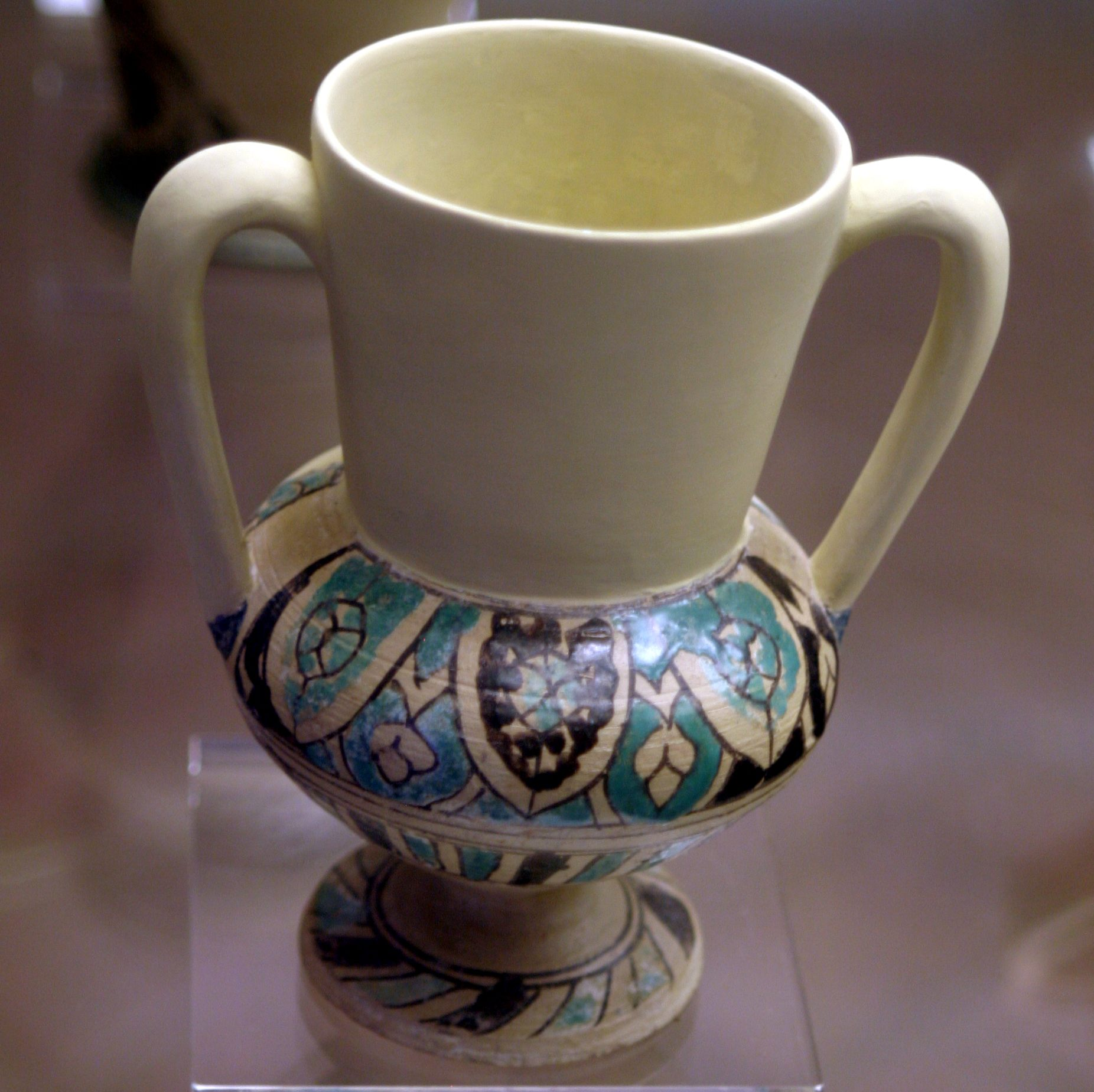
Citadelle de Malaga.

### Céramique verte et brune
La céramique verte et brune (vert-mauve ou poterie d'Elvira) est constituée d'un très grand nombre de pièces de poterie. Leurs principales caractéristiques sont de chercher un puissant contraste entre le noir-mauve et le vert de cuivre avec la pâte blanche de l'engobe. Elle se développa durant l'émirat indépendant et surtout durant le califat de Cordoue au Xe siècle. Son foyer principal fut la ville palatine de medinat Alzahara à Cordoue

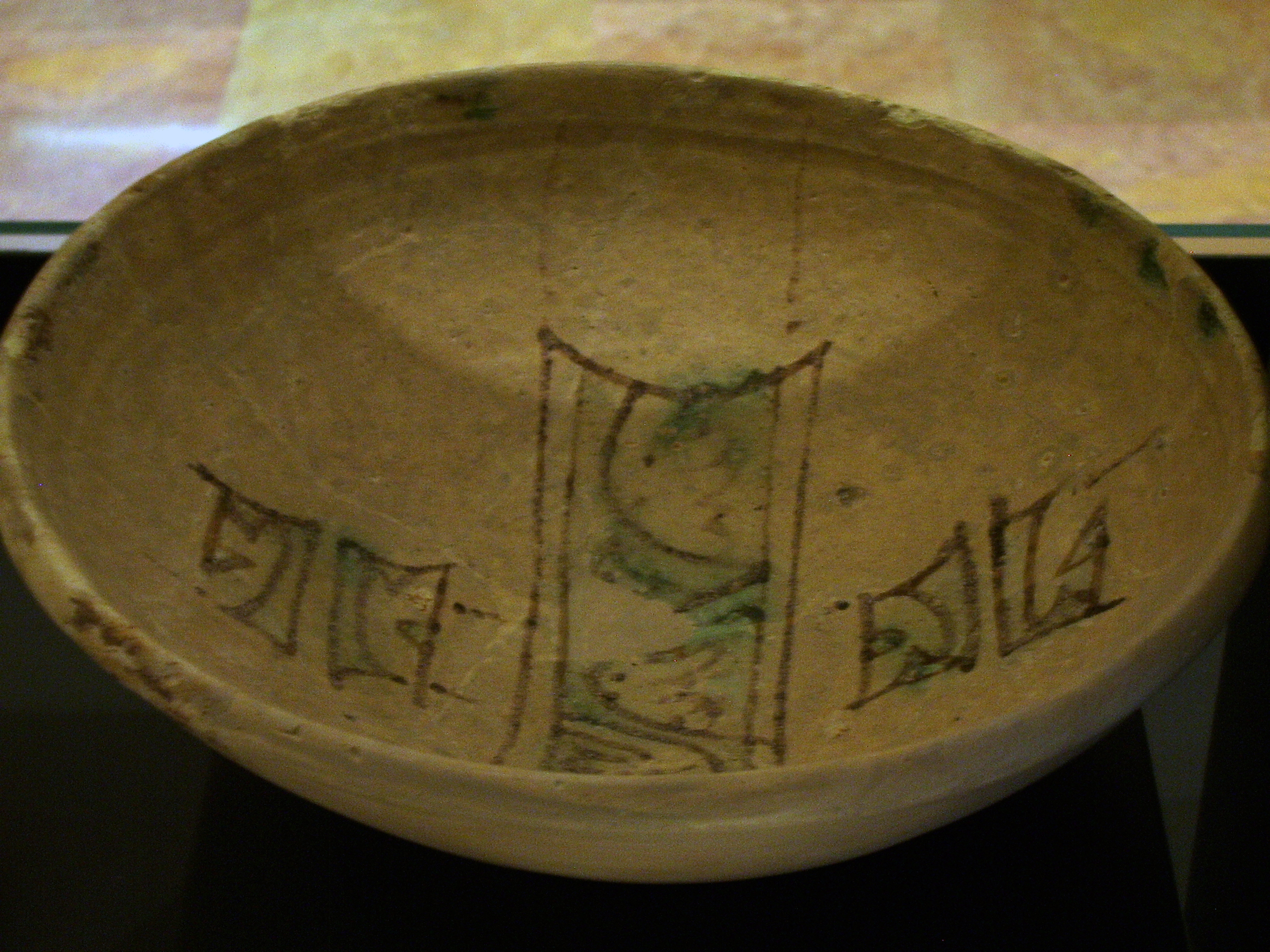
Musée du théâtre de Caesaraugusta.

### Céramique lustrée
Les pièces connues sous le nom de « vases de l'Alhambra » sont considérés comme des représentants remarquables de la céramique lustrée, technique qui trouve son origine en Irak au IXe siècle. De grands azulejos furent également réalisés avec cette technique afin de décorer des bâtiments

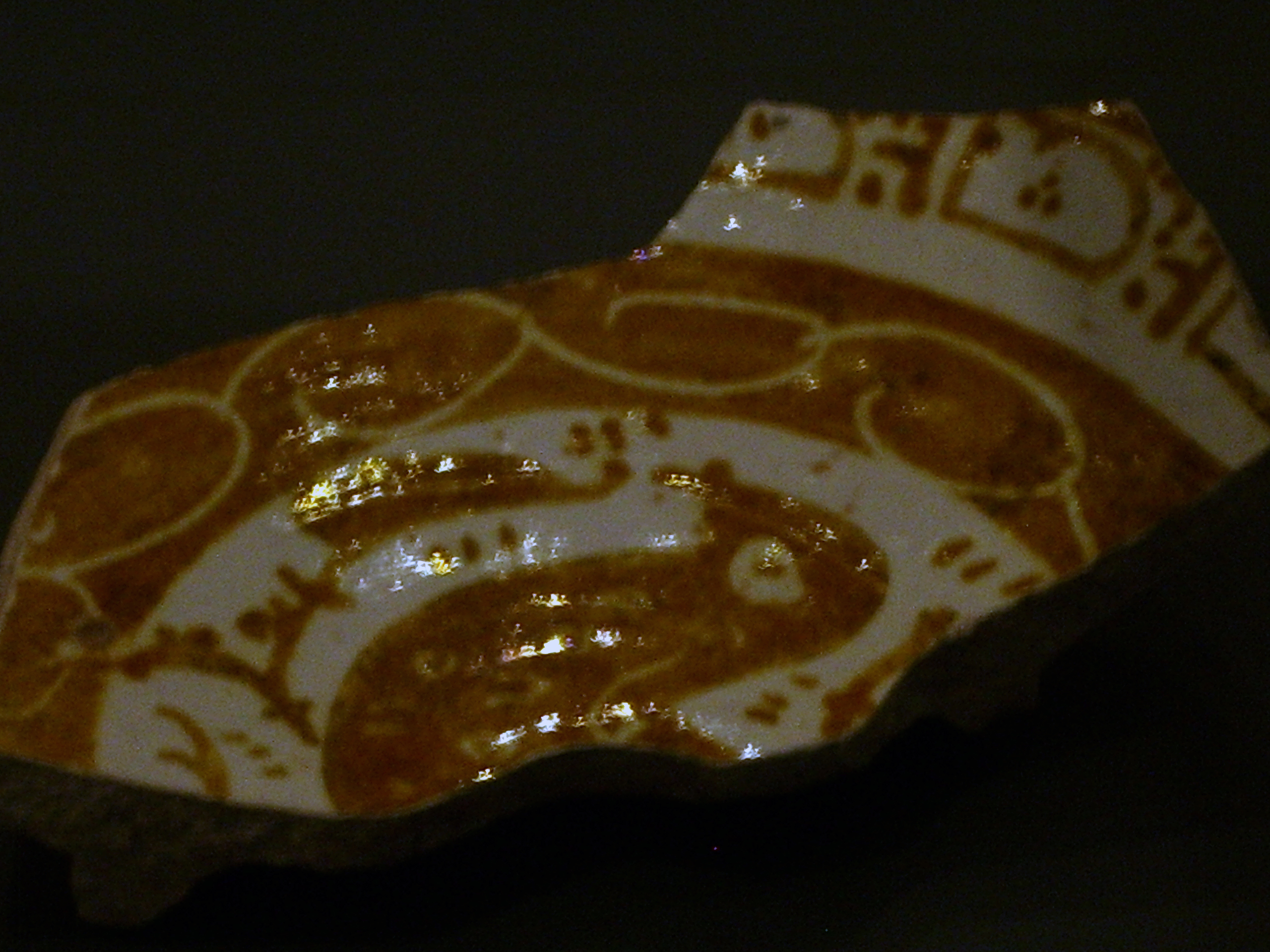
Fragment de céramique lustrée, Saragosse, XIe siècle.
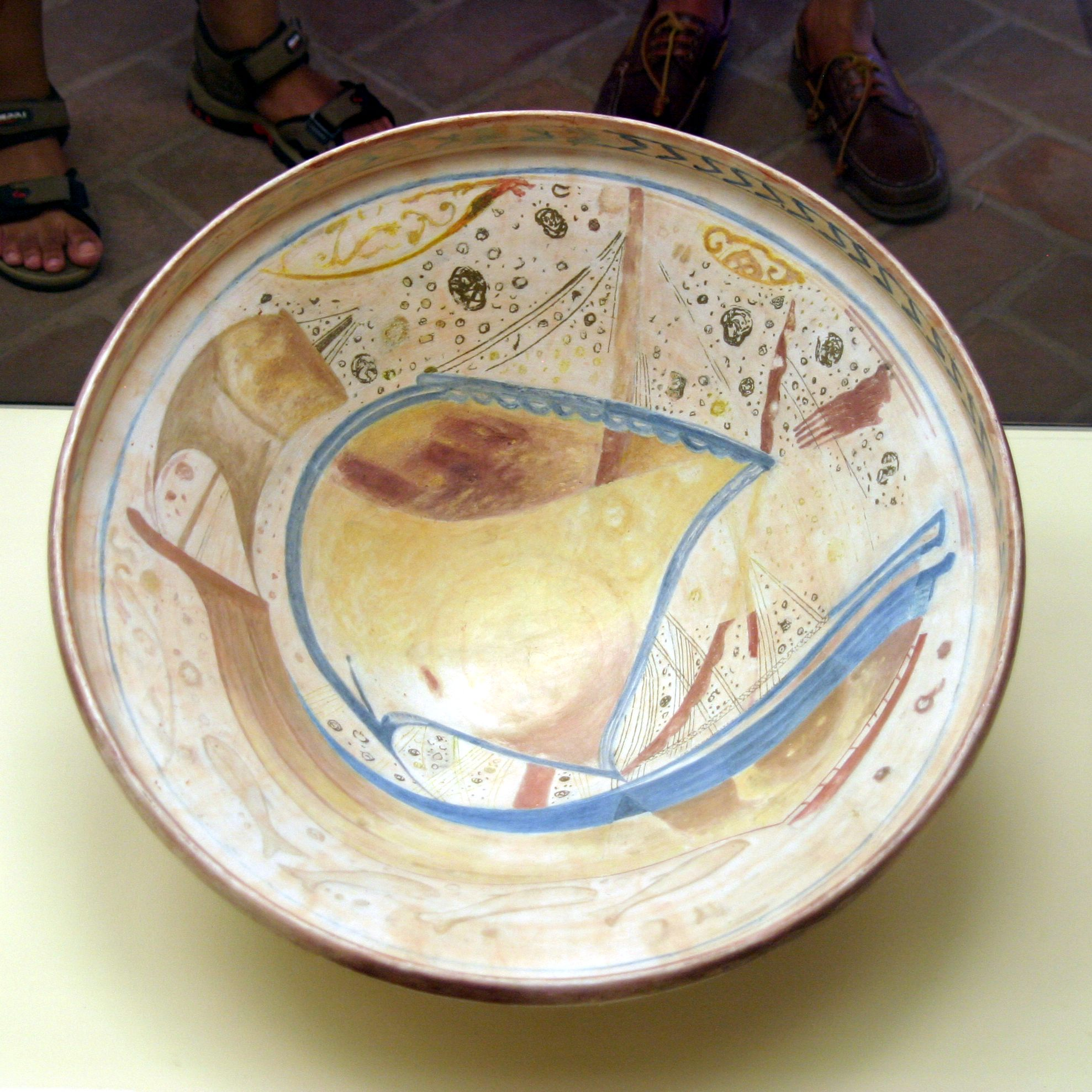
Céramique lustrée à rehauts de cobalt XIVe siècle.
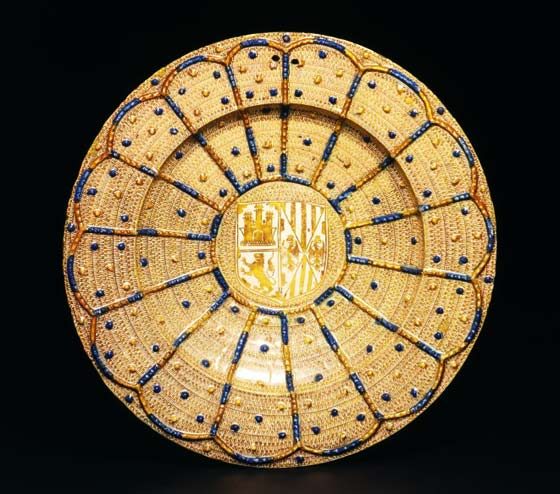
Céramique lustrée, vers 1475.

### Poteries calligraphiées
En al-Andalus, la calligraphie fut utilisée dans de très nombreux contextes artistiques et artisanaux. 
La céramique vert et manganèse utilisa souvent des écritures sur fond blanc. Les motifs étaient obtenus par une couche d'oxyde de manganèse qui servait de base au dessin postérieur. Élaborée avec des pâtes de qualité, de couleur blanche ou paille, avec des graphies diverses, cette technique est toujours utilisée au Maghreb.

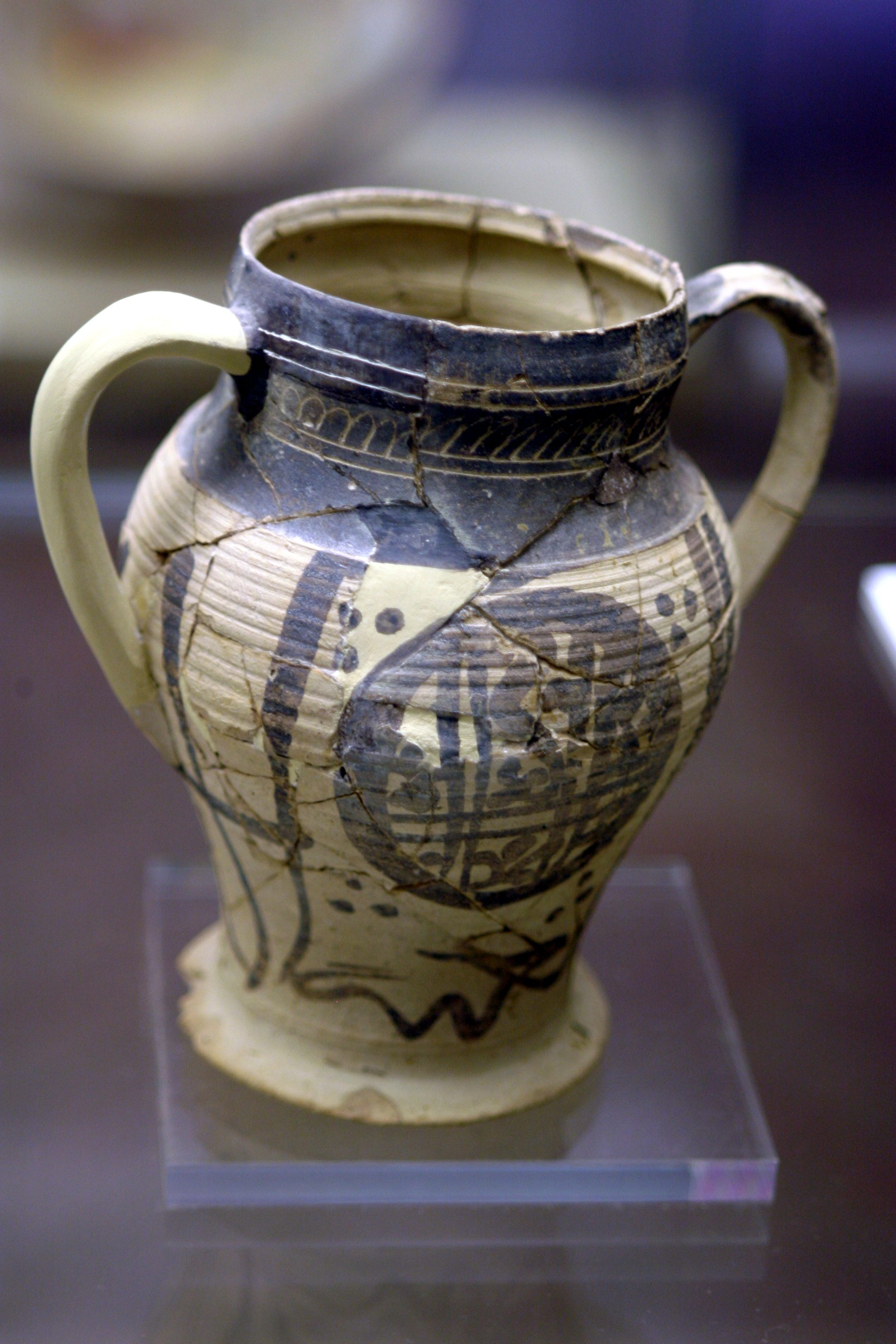
Graphie d'une pièce en céramique verte et manganèse, au musée archéologique de la citadelle de Malaga
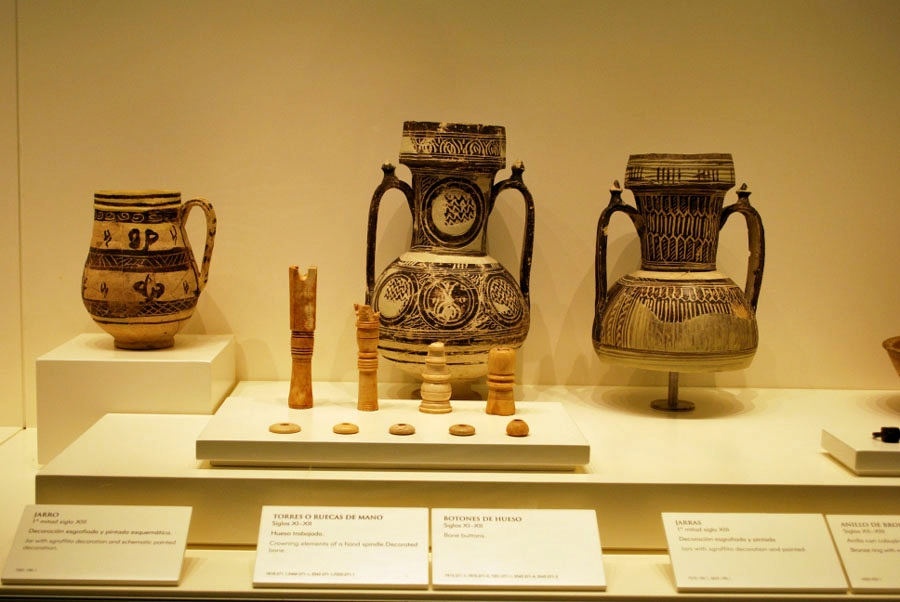
Exemple de graphie sur des pièces de l’Hispanie romaine en la péninsule Ibérique. Musée du théâtre romain de Carthagène.